# ストウブ
ストウブ（staub）はフランス・アルザス地方の調理器具メーカー。黒い厚手の鍋「ピコ・ココット」が有名。蓋の裏に付いているピコ（突起）が、素材から出る蒸気を再び水滴化し、ふっくらしっとり仕上げる仕組みを特徴とする。
ストウブはよくル・クルーゼと対比される。どちらもフランス製の鋳物ホーロー鍋。ル・クルーゼが女性好みのカラフルでおしゃれな鍋とすると、ストウブはシェフの愛好家が多く、機能重視で、男性的デザインという違いがある。

## ヒストリー
1974年、フランスの誇る三ツ星シェフのポール・ボキューズらとの共同開発で生まれた。当初プロ向けに開発され、多くのレストランで利用されてきた。現在では、ヨーロッパをはじめ、日本、韓国、アメリカなど世界50カ国に輸出され、一般の家庭でも広く愛用されている。鋳物ホーローウェアが有名だが、セラミックスもある。
- 1974年 ストウブ社創業者フランシス・ストウブと有名シェフ達により最初のココット・ストウブ（現在のピコ・ココット）が考案される。
- 1988年 ココット・ストウブのエマイユ加工工場獲得のため、ロッシュ・ラ・モリエール（サンテティエンヌ近郊）のノマール社を傘下に入れる。
- 1991年 セラミック製品の製造と流通のため、陶器の町として有名なスフレンハイムのセラミック・キュリネール・ドゥ・フランス社を傘下に入れる。
- 2001年 カリフォルニア・ロングビーチにストウブUSA設立。
- 2002年 ココット・ストウブの生産とエマイユ加工向上のため、フランコ・ベルジュ社を傘下に入れる。
- 2004年 日本上陸。
- 2008年 ツヴィリング・J.A.・ヘンケルスグループとなる。

## ピコ・ココットとは
ストウブの看板商品ピコ・ココットの最大の特徴は「セルフ・ベイスティング・システム」。これは次のような仕組みである。
フラットで重たいフタの裏には、たくさんのピコ（突起）が並んでいる。鍋にフタをして熱すると、食材の持つ水分が蒸発し、水蒸気になる。これが鍋の中で対流し、蒸すような感じになる。やがて水蒸気はフタ裏のピコをつたって滴となって落ちる。そのおかげで食材に水分がまんべんなく行きわたる。自動的に蒸発→凝縮→水滴化のサイクルが繰り返される。これにより、素材のもつ水分や旨みを逃がさず、ふっくらしっとり仕上げることが可能となる。

## ラインアップ
丸型のピコ・ココットの他、楕円のピコ・ココット オーバル、上手に炊飯できるXOココット、マグレブ料理を作れるタジンなどがある。普通には売っていないが豚やカボチャ形のココットなどのレアアイテム、金ぴかやメタリックなどのレアカラーもあり。
鍋以外ではグリル、オーブン皿、テリーヌ容器、チーズフォンデュ鍋、ティーポットなど、いろいろなアイテムがある。

## 参考資料
- staub商品カタログ（PDF）